# Kunihiko Yuyama
Kunihiko Yuyama (湯山 邦彦, Yuyama Kunihiko) (né le 15 octobre 1952) est un réalisateur japonais de films d'animation connu pour avoir réalisé tous les films de la franchise Pokémon
Il a également réalisé Gigi, Leda (en), Sous le signe des Mousquetaires, Ushio to Tora, Kimagure Orange Road: Summer's Beginning, Plawres Sanshiro (en), Slayers Return/Slayers Great (en), et Wedding Peach (en).

## Filmographie

### Film d'animation
|                  | Année                                                                            | Rôle                                              | Notes                                                                             | Source |
| 1977             | Ippatsu Kanta-kun (en)                                                           | Animation en tweening                             |                                                                                   |        |
| 1978-1981        | Galaxy Express 999                                                               | Réalisateur des épisodes                          |                                                                                   |        |
| 1980             | Zukkoke Knight - Don De La Mancha (en)                                           | Réalisateur des épisodes, Storyboard              |                                                                                   |        |
| 1980             | Space Warrior Baldios (en)                                                       | Réalisateur des épisodes, Storyboard              |                                                                                   |        |
| 1981             | Fulgutor                                                                         | Réalisateur des épisodes, Storyboard              | Également réalisateur et storyboard sur l'OAV Goshogun: The Time Étranger de 1985 | [ 3 ]  |
| 1982-1983        | Gigi                                                                             | Réalisateur de la série, des épisodes, storyboard | Également réalisateur des OAV et des épisodes spéciaux de 1985 à 1994             |        |
| 1983             | Plawres Sanshiro (en)                                                            | Réalisateur principal, des épisodes, storyboard   |                                                                                   |        |
| 1985             | Leda (en)                                                                        | Scénariste, réalisateur                           | OAV, aussi sorti au cinéma                                                        |        |
| 1985             | Time For Action Series BAVI STOCK-Ⅰ 果てしなき標的                               | Réalisateur                                       |                                                                                   |        |
| 1986             | Windaria                                                                         | Réalisateur                                       |                                                                                   | [ 4 ]  |
| 1987             | Tekkamen o Oue - D'Artagnan Monogatari yori 鉄仮面を追え「ダルタニャン物語」より | Réalisateur                                       |                                                                                   |        |
| 1987             | TWD Express: Rolling Takeoff                                                     | Réalisateur                                       | Également de Rolling Takeout                                                      |        |
| 1987             | Sous le signe des Mousquetaires                                                  | Réalisateur, réalisateur des épisodes, storyboard |                                                                                   |        |
| 1987             | Fujikofujio no kiteretsudaihyakka 藤子不二雄のキテレツ大百科                     | Storyboard                                        |                                                                                   |        |
| 1989             | The Three Musketeers Anime film                                                  | Réalisateur                                       |                                                                                   |        |
| 1989             | Fujiko F Fujio no T P bon 藤子・F・不二雄のT・Pぼん                              | Réalisateur, Storyboard                           |                                                                                   |        |
| 1989-1990        | Time Travel Tondekeman (en)                                                      | Réalisateur des épisodes, storyboard              |                                                                                   |        |
| 1991             | Slow Step                                                                        | Réalisateur                                       |                                                                                   |        |
| 1992             | Ushio to Tora                                                                    | Réalisateur                                       | Également de l'OAV de 1993.                                                       |        |
| 1993             | Apfel Land Story                                                                 | Réalisateur                                       | OAV                                                                               |        |
| 1993             | Yaiba                                                                            | Réalisateur principal                             |                                                                                   |        |
| 1995             | Jura Tripper (en)                                                                | Réalisateur                                       |                                                                                   |        |
| 1995-1996        | Wedding Peach (en)                                                               | Réalisateur                                       | Également de l'OAV de 1996                                                        |        |
| 1995             | Kōryū no Mimi                                                                    | Réalisateur                                       |                                                                                   |        |
| 1995             | Mademoiselle météo                                                               | Réalisateur, scénariste                           | OAV                                                                               |        |
| 1996             | Slayers Return                                                                   | Réalisateur principal                             |                                                                                   |        |
| 1996             | Shin Kimagure Orange Road: Summer's Beginning                                    | Réalisateur                                       |                                                                                   |        |
| 1997             | Kougyouaiku valley boys                                                          | Réalisateur                                       | OAV                                                                               |        |
| 1997-aujourd'hui | Pokémon                                                                          | Réalisateur principal                             | Également des OAV, des épisodes spéciaux, et des spin-offs                        |        |
| 1997             | Slayers Great (en)                                                               | Réalisateur principal                             |                                                                                   |        |
| 1998             | Pokémon, le film : Mewtwo contre-attaque                                         | Réalisateur, Storyboard                           | Également réalisateur de Les Vacances de Pikachu                                  |        |
| 1999             | Pokémon 2 : Le pouvoir est en toi                                                | Réalisateur, Storyboard                           | Également réalisateur de Pikachu's Rescue Adventure                               |        |
| 2000             | Pokémon 3 : Le Sort des Zarbi                                                    | Réalisateur                                       |                                                                                   |        |
| 2001             | Pokémon : Celebi, la voix de la forêt                                            | Réalisateur                                       |                                                                                   |        |
| 2002             | Les Héros Pokémon                                                                | Réalisateur                                       |                                                                                   | [ 5 ]  |
| 2002             | Pokémon Chronicles                                                               | Réalisateur                                       | spin-off                                                                          |        |
| 2003             | Pokémon : Jirachi, le génie des vœux                                             | Réalisateur                                       |                                                                                   | [ 6 ]  |
| 2004             | Pokémon : La Destinée de Deoxys                                                  | Réalisateur                                       |                                                                                   |        |
| 2005             | Pokémon : Lucario et le Mystère de Mew                                           | Réalisateur                                       |                                                                                   |        |
| 2006             | Brave Story                                                                      | Réalisateur                                       | film                                                                              |        |
| 2006             | Pokémon Ranger et le Temple des mers                                             | Réalisateur                                       |                                                                                   |        |
| 2007             | Pokémon : L'Ascension de Darkrai                                                 | Réalisateur                                       |                                                                                   | [ 7 ]  |
| 2008             | Pokémon : Giratina et le Gardien du ciel                                         | Réalisateur                                       |                                                                                   | [ 8 ]  |
| 2009             | Pokémon : Arceus et le Joyau de la vie                                           | Réalisateur                                       |                                                                                   | ,      |
| 2010             | Pokémon : Zoroark, le maître des illusions                                       | Réalisateur                                       |                                                                                   | [ 12 ] |
| 2011             | Pokémon : Noir – Victini et Reshiram et Pokémon : Blanc – Victini et Zekrom      | Réalisateur                                       |                                                                                   | [ 13 ] |
| 2012             | Pokémon, le film : Kyurem vs la Lame de la justice                               | Réalisateur                                       |                                                                                   | ,      |
| 2013             | Pokémon, le film : Genesect et l'Éveil de la légende                             | Réalisateur                                       |                                                                                   | [ 16 ] |
| 2014             | Pokémon, le film : Diancie et le Cocon de l'annihilation                         | Réalisateur, Storyboard                           |                                                                                   | [ 17 ] |
| 2015             | Pokémon, le film : Hoopa et le Choc des légendes                                 | Réalisateur principal, storyboard                 |                                                                                   |        |
| 2016             | Pokémon, le film : Volcanion et la Merveille mécanique                           | Réalisateur, Storyboard                           |                                                                                   |        |
| 2017             | Pokémon, le film : Je te choisis !                                               | Réalisateur, Storyboard                           |                                                                                   |        |